# Delanymys brooksi
Delanymys brooksi là một loài động vật có vú trong họ Nesomyidae, bộ Gặm nhấm. Loài này được Hayman mô tả năm 1962.